# Волжанин (волейбольный клуб)
«Волжа́нин» — российский мужской волейбольный клуб из Костромы. Основан в 2018 году.

## История команды
Волейбольный центр «Волжанин» был построен за счет личных средств костромского предпринимателя Евгения Цветкова, который несколько лет принимал активное участие в развитии детского волейбола в Костроме. В своем первом сезоне 2018—2019 годов под руководством Евгения Цветкова костромские волейболисты заняли 2 место в Чемпионате России первой лиги — Чемпионате ЦФО. В дальнейшем коллектив поступательно двигался вперед, уже во втором своем сезоне в Высшей лиге «Б» завоевал золотые медали и впервые в истории вышел в Высшую лигу «А».

## Состав
| №                       | Имя                     | Год рождения            | Рост                    |                         |                         |
| Центральные блокирующие | Центральные блокирующие | Центральные блокирующие | Центральные блокирующие | Центральные блокирующие | Центральные блокирующие |
| ----------------------- | ----------------------- | ----------------------- | ----------------------- | ----------------------- | ----------------------- |
| 2                       | Дмитрий Дюкич           | 1999                    | 201                     |                         |                         |
| 12                      | Андрей Сафонов          | 1991                    | 202                     |                         |                         |
| 13                      | Владислав Енин          | 2003                    | 199                     |                         |                         |
| 20                      | Александр Лисицкий      | 1997                    | 200                     |                         |                         |
| Связующие               |                         |                         |                         |                         |                         |
| 4                       | Павел Усейнов           | 2003                    | 188                     |                         |                         |
| 16                      | Марат Гафаров           | 1994                    | 195                     |                         |                         |
| Диагональные            |                         |                         |                         |                         |                         |
| 11                      | Игорь Тюрин             | 1987                    | 201                     |                         |                         |
| 15                      | Артём Киселёв           | 1999                    | 204                     |                         |                         |

| №                                | Имя              | Год рождения | Рост        |
| Доигровщики                      | Доигровщики      | Доигровщики  | Доигровщики |
| -------------------------------- | ---------------- | ------------ | ----------- |
| 5                                | Александр Пятов  | 1995         | 194         |
| 10                               | Андрей Бобров    | 2000         | 194         |
| 14                               | Павел Таюрский   | 1991         | 199         |
| Либеро                           |                  |              |             |
| 16                               | Евгений Заступов | 2000         | 185         |
| Главный тренер — Александр Прасс |                  |              |             |